# Maximilian Schmidt (Koch)
Maximilian Schmidt (* 27. Juni 1994 in Regensburg) ist ein deutscher Koch.

## Werdegang
Maximilian Schmidt entstammt einer Gastromen-Familie. Er leitet in dritter Generation das Hotel und Restaurant Roter Hahn in Regensburg.
Seine Ausbildung absolvierte Schmidt bei Anton Schmaus im Historischen Eck (ein Michelinstern) und ab 2014 im Storstad in Regensburg (ein Michelinstern). Danach kochte er im Restaurant Talvo by Dalsass bei Martin Dalsass in St. Moritz (ein Michelinstern), im Hangar-7 in Salzburg und im Frantzén in Stockholm (drei Michelinsterne).
Mitte 2020 wurde er Küchenchef im der Familie gehörenden Restaurant Roter Hahn in Regensburg, das 2021 mit einem Michelinstern ausgezeichnet wurde. Seit Mitte 2021 ist er verheiratet.

## Auszeichnungen
- 2021: Ein Michelinstern für das Restaurant Roter Hahn in Regensburg[3]